# Ustawa w przedmiocie kar za pogwałcenie przepisów, dotyczących powszechnego obowiązku służby wojskowej
Ustawa w przedmiocie kar za pogwałcenie przepisów, dotyczących powszechnego obowiązku służby wojskowej – ustawa uchwalona przez Sejm Ustawodawczy 20 lutego 1920 określająca wymiar kar za uchylanie się od powszechnego obowiązku służby wojskowej.
Ustawa miała szczególne znaczenie w świetle prowadzonej wówczas wojny polsko-bolszewickiej.

## Historia ustawy
Ustawa weszła w życie 4 kwietnia 1920, jej wykonanie powierzono Ministrowi Sprawiedliwości. Jej art. 1-14 obowiązywały na terytorium byłego zaboru rosyjskiego.
Dekret z 4 lutego 1919 o odpowiedzialności za uchylenie się od służby wojskowej (Dz.U. z 1919 r. nr 14, poz. 168) tracił obowiązującą moc. Przepisy obowiązujące dotąd w dzielnicach zaborów austriackiego i pruskiego przed wejściem tego dekretu, obowiązywały natomiast niezmiennie.
Ustawa została uchylona w dniu 18 listopada 1924 ustawą z 23 maja 1924 o powszechnym obowiązku służby wojskowej (Dz.U. z 1924 r. nr 61, poz. 609).

## Niektóre kary przewidziane w ustawie
- za niedopełnienie obowiązku zgłoszenia – areszt do 1 miesiąca lub grzywna do 500 marek (art. 1);
- za niedopełnienie obowiązku zgłoszenia w czasie wojny lub mobilizacji – areszt (art. 1);
- za przeciwdziałanie należytemu ułożeniu listy poborowej – areszt lub grzywna do 1000 marek (art. 2);
- za przeciwdziałanie należytemu ułożeniu listy poborowej w czasie wojny lub mobilizacji – więzienie do 1 roku (art. 2);
- za werbowanie obywateli polskich do zagranicznej służby wojskowej – więzienie do 2 lat lub twierdza do 1 roku (art. 9);
- za werbowanie obywateli polskich do zagranicznej służby wojskowej w czasie wojny lub mobilizacji – więzienie lub twierdza (art. 9);
- za podżeganie (choćby nieskuteczne) wojskowego do dezercji – więzienie od 6 miesięcy do 3 lat (art. 12);
- za podżeganie (choćby nieskuteczne) wojskowego do dezercji w czasie wojny lub mobilizacji – ciężkie więzienie od 4 do 8 lat (art. 12);
- za dopomaganie wojskowemu do dezercji, ukrywania i współdziałania w ukrywaniu dezertera – więzienie od 6 miesięcy do 3 lat (art. 12);
- za dopomaganie wojskowemu do dezercji, ukrywania i współdziałania w ukrywaniu dezertera w czasie wojny lub mobilizacji – ciężkie więzienie od 4 do 8 lat (art. 12);